# Le Chirurgien-Dentiste de France
Le Chirurgien-Dentiste de France (en abrégé CDF) est un magazine hebdomadaire d’information à destination des chirurgiens-dentistes et du monde dentaire, créé en décembre 1929. Il est l'organe de presse officiel de la Confédération nationale des syndicats dentaires (CNSD).

## Présentation
Le CDF est composé de plusieurs rubriques : actualité, exercice et cabinet, environnement de santé, formation continue, culture et loisirs. Il est comporte en moyenne 64 pages.

### Les hors-séries
Des cahiers spéciaux du Chirurgien-dentiste de France font le point régulièrement sur des thématiques particulières, liées à l’exercice professionnel (cahier du praticien, employeur, fiscalité, prévoyance, retraite, cessation d'activité), ou ponctuelles (CCAM, Dossier Bercy). 
Depuis 2007, un tiré-à-part rassemble également chaque année une sélection des meilleurs articles scientifiques déjà parus, effectuée par un jury issu du comité de lecture.
En 1992, une étude historique de référence, intitulée « 1699-1892 : histoire d’un diplôme » sous la direction de François Vidal (1922-2001), président d’honneur de la Société française d’histoire de l’art dentaire (SFHAD), est publiée en dix fascicules, de janvier à novembre, en supplément du CDF.

## Tirage
- 2014 : 16 000 ex[2].
- 2013 : 14 500 ex.
- 2012 : 16 000 ex.

## Historique
Successeur de "La Presse Dentaire" créée en 1914, le magazine publie son premier numéro en janvier 1929 sous le nom de « Le Dentiste de France ». Publication mensuelle de janvier 1936 à 1939, interrompue de 1940 à la Libération, bimensuel de 1946 à avril 1963, puis décadaire, il devient définitivement hebdomadaire en avril 1965. 

## Rédacteurs en chef (depuis 1978)
- 1978 Dr Serge Tardy
- 1990 Dr Georges-Eric Ernouf
- 1996 Dr Serge Rouquette
- 2002 Dr Claude Bouchet
- 2004 Dr Luc Lecerf
- 2008-09 Dr Pierre Grard
- 2012 Dr Roland L’Herron